# Росець
Росець, Росеці (рум. Roseți) — комуна у повіті Келераш в Румунії. До складу комуни входить єдине село Росець.
Комуна розташована на відстані 110 км на схід від Бухареста, 9 км на схід від Келераші, 94 км на захід від Констанци, 142 км на південь від Галаца.

## Населення
За даними перепису населення 2002 року у комуні проживала 5921 особа, усі — румуни. Усі жителі комуни рідною мовою назвали румунську.
Склад населення комуни за віросповіданням:
| Релігія       | Кількість осіб | Відсоток |
| ------------- | -------------- | -------- |
| православні   | 5795           | 97,9%    |
| п'ятдесятники | 53             | 0,9%     |
| адвентисти    | 48             | 0,8%     |
| бретрени      | 25             | 0,4%     |

## Зовнішні посилання
- Дані про комуну Росець на сайті Ghidul Primăriilor